# Catch-22
Catch-22 ist ein 1961 erschienener Roman des amerikanischen Schriftstellers Joseph Heller.
Hellers Satire über die Absurdität des Krieges war anfangs wenig erfolgreich, wurde aber dank der Mundpropaganda begeisterter Leser schließlich zu einem Welterfolg. Die Zeitschrift Time zählt das Buch zu den besten 100 englischsprachigen Romanen, die zwischen 1923 und 2005 veröffentlicht wurden. Auch der Guardian nahm ihn in seine Liste der 100 besten englischsprachigen Romane auf.

## Titel
Heller schrieb bereits 1953 das erste Kapitel des Romans, das 1955 unter dem Titel Catch-18 in der Anthologie New World Writing veröffentlicht wurde. Um Verwechslungen mit Leon Uris’ Roman Mila 18 zu vermeiden, der ebenfalls 1961 erschien, wurde er umbenannt. Auf Deutsch wurde der Roman anfangs unter dem Titel Der IKS-Haken veröffentlicht, nach der Verfilmung erschien er in der Bundesrepublik Deutschland dann unter dem Originaltitel Catch-22, die DDR-Ausgaben blieben beim ursprünglichen deutschen Titel.

## Inhalt
In einem kurzen Vorwort erklärt Yossarian, dass er von nun an nur noch an sich selbst denken werde. Nachsichtig bedeutet ihm sein Vorgesetzter Major Danby, wozu das führen würde, wenn jeder nur noch an sich selbst denke. Doch Yossarian meint schlagfertig, dass er dann nicht der einzige sein wolle, der nicht an sich selbst denke.
Im Roman Catch-22 versucht Captain (Hauptmann) John Yossarian, im Zweiten Weltkrieg als Bombenschütze einer North American B-25 der US Air Force auf der Insel Pianosa im Mittelmeer stationiert, sein eigenes Leben vor verschiedenen irrealen und realen Bedrohungen zu schützen, indem er sich krankschreiben lässt oder versucht, durch Sollerfüllung nach Hause geschickt zu werden. Das Soll an notwendigen Feindflügen wird jedoch kontinuierlich erhöht.
Die andere Möglichkeit, nämlich durch eine Krankschreibung nach Hause zu dürfen, macht aber eine obskure Regel, genannt Catch-22, mit paradoxen Begründungen unmöglich. So kann beispielsweise nur nach Hause geschickt werden, wer geisteskrank ist und selbst danach verlangt. Wer aber selbst verlangt, nach Hause geschickt zu werden, kann nicht geisteskrank sein und wird entsprechend nicht nach Hause geschickt. Schließlich ist der Wunsch, sein Leben durch Sich-Drücken vor dem Kriegsdienst zu retten, ein Beweis für das tadellose Funktionieren des Verstandes.
Beim Truppenarzt Doc Daneeka, der dauernd um seine eigene Gesundheit besorgt ist, eruiert Yossarian die Möglichkeiten, wegen Verrücktheit fluguntauglich geschrieben zu werden, weil er bei seinen Einsätzen immer schreckliche Angst habe. Doch Doc Daneeka klärt ihn auf, dass es völlig normal sei, bei einem Feindflug verrückt vor Angst zu sein. Hätte er allerdings bei einem Feindflug keine Angst, wäre er verrückt und müsste auf dem Boden bleiben. Da beginnt Yossarian, den tieferen Sinn von Catch-22 zu begreifen.
Catch-22 existiert eigentlich gar nicht (was aber keine Rolle spielt, solange alle daran glauben), wird aber trotzdem als Rechtfertigung für verschiedene Ungerechtigkeiten und Widersprüchlichkeiten bemüht – eines von vielen Beispielen für die sarkastische Art und Weise, mit welcher die Dummheit des Systems und seiner Jünger zur Schau gestellt wird. Catch-22 ist der hinterhältige Trick eines absurden Systems (verkörpert durch die United States Army Air Forces und ihre verrückten Stabsoffiziere), den Einzelnen (verkörpert durch den geistig gesunden Yossarian) immer als Verlierer dastehen zu lassen.
Die Motivation anderer Romanfiguren, am Krieg teilzunehmen, ist unterschiedlicher Natur: Colonel Cathcart will in einem Kriegsberichterstatter-Magazin erwähnt werden, General Peckem will durch elegante Memoranda befördert werden, Colonel Scheisskopf will Paraden abhalten und wird wegen deren Perfektion schließlich zum General befördert, Milo Minderbinder möchte ein Schwarzmarkt-Kartell aufbauen, und Hungry Joe möchte nackte Frauen fotografieren – während Yossarian einfach nur mit heiler Haut aus dem Krieg herauskommen möchte.
Krieg wird als absurd dargestellt, da alle Ideale des Kriegs als absurd entlarvt werden (Patriotismus, Nationalismus, Kriegsindustrie, der Glaube, Gott auf seiner Seite zu haben, Heldentum, Obrigkeitsdenken). Insgesamt gesehen beziehen sich die Angriffspunkte des Romans weniger auf den konkreten Zweiten Weltkrieg, sondern eher auf die USA der 1950er Jahre. Besondere Aktualität bekam das Buch durch den Vietnamkrieg, auf den das Element der Absurdität noch viel besser zutrifft.

## Romanfiguren
Yossarian ist in vielen unterschiedlichen Weisen beschrieben und gedeutet worden: als ewig Unschuldiger in der Tradition von Huckleberry Finn und Josef Schwejk, als Symbol humanistischen Glaubens oder als Antiheld in einer kranken Welt. Wichtige Charakterzüge sind seine Fleischeslust, Paranoia, Subversivität, Egoismus, soziale Verantwortung und Aufwiegelei.
Milo Minderbinder ist ein brillanter, nur scheinbar irrsinniger „Mess Officer“ (also zuständig für die Verpflegung) von Yossarians Truppe auf Pianosa. Er baut mit den Mitteln der Truppe (er leiht sich Bomber und benutzt sie als Transportflugzeuge) einen weltumspannenden Schwarzmarkt (genannt M & M Enterprises) für alles von ägyptischer Baumwolle, Fallschirmseide bis Morphin aus Erste-Hilfe-Kästen auf. Milo ist eigentlich ein sehr moralischer Mensch, dessen stärkster Charakterzug aber seine Profitgier ist. Sein schlechtes Gewissen beruhigt er, indem er gegenüber sich selbst argumentiert, nicht er, sondern die Allgemeinheit habe Vorteile („und jeder hat seinen Anteil“). Milo ist eine parodistische Übertreibung des gewöhnlichen Kapitalismus. Als eine Art Superkapitalist ohne jede Ideologie unterstützt er Freund oder Feind, je nachdem, welche Seite gerade mehr zahlt. Milo Minderbinder übernimmt so Aufträge, seine eigenen Truppen zu bombardieren, und verkauft Überschussmaterialien an die Deutschen (eigentlich der Feind, Zitat: „Doch die Deutschen sind angesehene Mitglieder des Syndikats. […] doch zahlen sie ihre Rechnungen sehr viel prompter als etliche unserer Alliierten.“).
Das Beste an seinem System ist, dass alle davon profitieren, wenn er sich selbst Dinge verkauft und krumme Geschäfte macht (z. B. versucht er, mit Schokolade überzogene Baumwolle als Schokoriegel zu verkaufen), denn „everyone has a share“.
Orr ist der scheinbar Verrückteste. Er wirkt harmlos und naiv. Aber dennoch ist er es, dem es als einzigem letztlich gelingt, den Kriegsirrsinn auszutricksen. Während annähernd alle anderen Freunde Yossarians im Laufe des Romans ums Leben kommen, überlebt Orr; seine ständigen Bruchlandungen sind für ihn ein Training für seinen offenbar langfristig geplanten Coup: Er flieht, indem er sein Flugzeug notwassert und mit dem Ein-Mann-Rettungsboot nach Schweden paddelt. Dies erfährt Yossarian – und mit ihm die Leser – erst am Schluss. Diese surreale Schlusspointe betont noch einmal den ebenfalls surrealen Charakter des Geschehens, ohne dass dadurch die packende Kritik des Romans am höchst realen Wahnsinn des Krieges geschmälert würde. Ob nun Orr tatsächlich auch in Schweden ankommt, oder ob er einfach nur verrückt wird, überlassen Buch und Film dem Leser oder Zuschauer selber. Die Handlung des Buchs und des Films spielen komplett im Mittelmeerraum, und um nach Schweden zu paddeln, müsste Orr durch das gesamte Mittelmeer, Gibraltar, im Atlantik vorbei an Spanien und Portugal, durch den Ärmelkanal und am Ende durch die Nord- und Ostsee. Das ist ein mehr als fragwürdiges Unterfangen. Aber für Besatzungsmitglieder, wie Autor Heller es damals im Krieg selber war, waren die zwei neutralen Länder Schweden und Schweiz wie zwei riesige, rettende Leuchttürme in einem Meer aus Gewalt und Sinnlosigkeit.
Die Perversionen der Kriegsgewinnler wurden in mehreren, einmaligen Figuren und Szenen sehr eindringlich dargestellt: Als die B-25 von Yossarian unter Beschuss gerät, überprüft dieser seinen Fallschirm. Im Rucksack findet er aber nicht seinen lebensrettenden, seidenen Fallschirm, sondern im Tausch dafür eine Aktie der M & M Enterprises und wertloses Füllmaterial. Ebenso verhält es sich in der Szene, in der Milo Minderbinder seinem Vorgesetzten neben der Landebahn ein Hühnerei präsentiert und ihm aus der Differenz zwischen niedrigem Einkaufspreis und hohem Verkaufspreis, multipliziert mit der täglichen Stückzahl, das Geschäftsmodell erklärt. Währenddessen landet im Hintergrund der Szene ein angeschossener, brennender B-25-Bomber auf nur einem Rad, kommt von der Bahn ab, explodiert und brennt vollends aus. Milo Minderbinder fährt mit seinem Vorgesetzten im offenen Jeep an dem ausbrennenden Wrack vorbei. Beide Figuren sind von dem zu erwartenden Profit des Geschäftes derart fasziniert, dass sie über das Drama im Hintergrund auf der Landebahn keine Sekunde Aufmerksamkeit verlieren.

## Fortsetzung
1994, 33 Jahre nach Catch-22 (1961) erschien mit Closing Time (dt.: Endzeit) die Fortsetzung, welche dieselben Figuren (zumindest die Überlebenden) im Alter zeigt.

## Verfilmungen
1970 wurde Catch-22 von Mike Nichols verfilmt. Es spielten unter anderem Orson Welles (General Dreedle), Anthony Perkins (Kaplan 'Father' Tappman), Jon Voight (Milo Minderbinder), Martin Sheen (Dunbar), Art Garfunkel (Pilot Nately) und Alan Arkin (Bombenschütze [engl.: Bombardier] Yossarian). Der deutsche Titel lautet Catch-22 – Der böse Trick. Der Film gilt als Literaturverfilmung einer schwierigen Vorlage. Die auf den ersten Blick „chaotisch“ wirkende Romanhandlung wurde durch die Kontrastierung von Komik und Grauen, von explosiver Gewalt und Alltagsbanalitäten umgesetzt. Die wiederkehrenden Rückblenden auf das traumatisierende Schlüsselerlebnis Yossarians – den Tod des erst 17-jährigen Bordschützen [engl.: Gunner] Snowden – lassen seine Entwicklung zum quasi „Verrückten“ plausibel erscheinen. Der Film wurde in die Reihe der „50 wichtigsten Filme“ der Süddeutschen Zeitung aufgenommen.
2019 wurde Catch-22 von George Clooney, Grant Heslov und Ellen Kuras als 6-teilige Miniserie für den Streaminganbieter Hulu  neu verfilmt und am 17. Mai 2019 veröffentlicht. Es spielten unter anderem Christopher Abbott (John Yossarian), Kyle Chandler (Colonel Cathcart), Hugh Laurie (Major De Coverley), George Clooney (Lieutenant Colonel, später Colonel oder General Scheißkopf), Daniel David Stewart (Milo Minderbinder), Austin Stowell (Nately), Rafi Gavron (Aarfy Aardvark), Graham Patrick Martin (Orr), Pico Alexander (Clevinger), Jon Rudnitsky (McWatt), Gerran Howell (Kid Sampson), Lewis Pullman (Major Major Major Major), Grant Heslov (Doc Daneeka), Tessa Ferrer (Nurse Duckett), Jay Paulson (The Chaplain), Giancarlo Giannini (Marcello) und Harrison Osterfield (Snowden) mit.

## Adaption
Der Erfolg des Romans führte dazu, dass der Begriff zur Bezeichnung paradoxer Situationen in die englische Sprache übernommen wurde und inzwischen auch im deutschsprachigen Sprachraum Einzug gehalten hat.

## Ausgaben
- Catch-22. Simon & Schuster, 1961, ISBN 0-671-12805-1

Deutsch
- Der IKS-Haken. Roman. Deutsch von Irene und Günther Danehl. S. Fischer, Frankfurt 1964. Verlag Volk und Welt, Berlin 1973
- Catch 22. Fischer-Bücherei, Frankfurt/Hamburg 1971, ISBN 3-436-01355-2; Fischer-Taschenbuch-Verlag, Frankfurt 1978, ISBN 3-596-21112-3
- Catch 22. Roman. Neuausgabe mit einem Nachwort von Joseph Heller. Fischer-Taschenbuch-Verlag, Frankfurt 1994, ISBN 3-596-12572-3; Süddeutsche Zeitung GmbH, München 2007, ISBN 3-86615-523-9.